# Gomplatta
Gomplatta, orofacialt hjälpmedel, logopediskt hjälpmedel. Används i talterapi i olika utföranden med syftet att underlätta produktion av olika språkljud.
Gomplattan formgjuts av en tandläkare och utformas av en tandtekniker utifrån logopedens instruktioner. Den sätts fast i gommen med hjälp av hakar på tänderna och har till exempel små skruvar eller en liten pärla där tungan önskas sättas an mot gommen för att åstadkomma det önskade språkljudet. När gomplattan sitter på plats stimuleras tungan att sättas an på det önskade stället. Det normala är 1-2 träningspass dagligen.
Innan patienten remitteras till gomplattetagning bör hon/han ha genomgått träningsprogram med eltandborste.